# Pousada da Ria

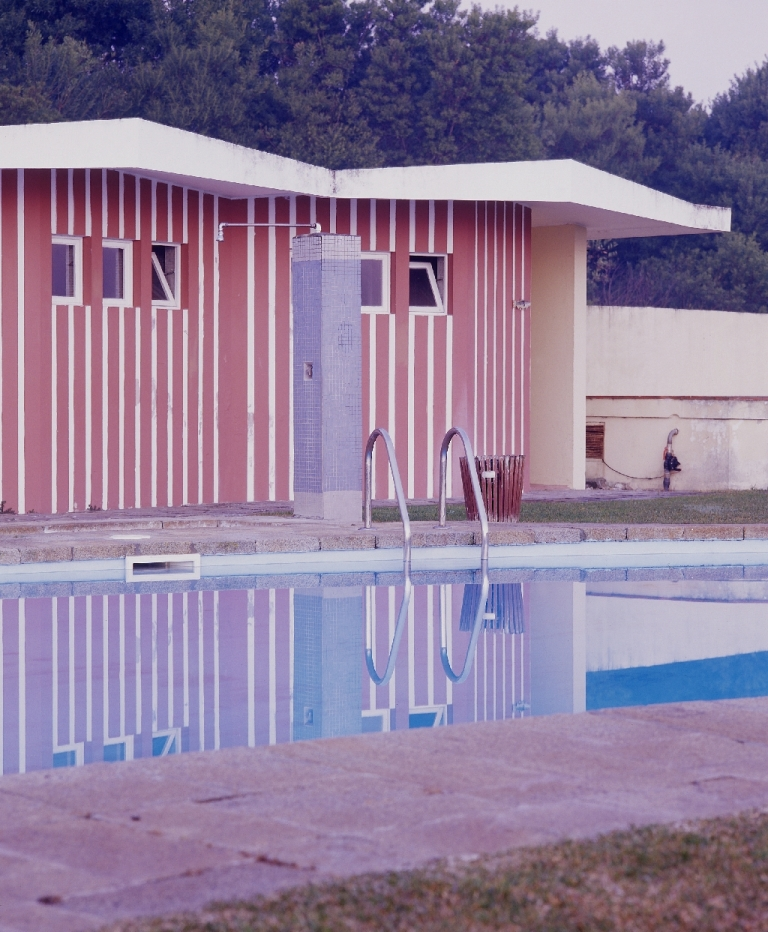
Pousada da Ria: vista da piscina.

A Pousada da Ria, também referida como Pousada da Murtosa, localiza-se na freguesia da Torreira, concelho da Murtosa, no distrito de Aveiro, em Portugal. Pertence à rede Pousadas de Portugal, possuindo a classificação de Pousadas de Natureza.

## A Pousada
A Pousada encontra-se situada no istmo que liga Murtosa às praias de São Jacinto, inserindo-se numa área protegida de beleza natural única. Com vista para a Ria de Aveiro a partir das suas varandas, pode-se apreciar na acalmia dos fins de tarde a tradicional faina dos Moliceiros e da pesca na Ria. As características da Ria, formada por grande número de esteiros, são palco para a prática de desportos náuticos, passeios de barco ou idas à praia.
A Pousada possui 20 quartos, incluindo 2 suites, com vista para a Ria de Aveiro, sendo igualmente conhecida pela sua gastronomia regional.
O edifício resulta de um projecto do arquitecto Alberto Cruz e caracteriza-se pela horizontalidade da sua arquitectura com varandas assentes em pilotis de pedra rustica, debruçadas sobre a água, dando a sensação que o edifício levita ligeiramente acima da Ria.

## Localização
A freguesia de Torreira conta com um interessante património arquitectónico, constituído pela Capela do São Paio, pela Igreja Paroquial e pela Reserva Natural de São Jacinto.
A Capela do São Paio, já na sua terceira versão pois as anteriores terem sido soterradas, data de 1878, com remodelação em 1995. Nela se encontram retábulos do século XVIII e esculturas dos séculos XVI e XVIII.
A Igreja Paroquial da Torreira, de traça moderna, foi inaugurada em 1952, constituindo-se por três naves, capela-mor poligonal e alta e torre a meio da frontaria.
A Reserva Natural de São Jacinto, criada pelo Decreto Lei 41/79 de 6 de Março, com o objectivo de proteger as dunas e respectivo património floristico e faunistico, é considerada das mais bem conservadas da Europa. A superfície da Reserva é de cerca de 666 hectares, dos quais 90 hectares são reserva de recreio, 473,5 hectares são reserva parcial e os restantes 102,5 são reserva integral.